# Салах ад-Дин Битар
Салах ад-Дин Битар (араб. صلاح الدين البيطار‎; 1912, Дамаск, Османская империя — 21 июля 1980, Париж, Франция) — сирийский государственный деятель-баасист (до 1969), премьер-министр Сирии (1963, 1964, 1966).

## Биография
Родился в религиозной семье богатого торговца зерном мусульманина-суннита.
В 1929—1934 годах — учился в Сорбонне. В это время проникся социалистическими идеями. Однако, после вхождения французских коммунистов в правительство Франции в 1936 году, разочаровался в левых идеях, вследствие умеренной позиции французских коммунистов по колониальному вопросу.
В 1945 году вошёл в состав бюро арабского движения Баас. В 1947 году на первом партийном съезде избран его генеральным секретарём.
В 1954 году участвовал в свержении президента Адиба аш-Шишакли.
В 1956—1958 годах — министр иностранных дел Сирии. Активно выступал за объединение с Египтом и создание Объединенной Арабской Республики.
В 1958 году, после её создания, становится министром по делам управления. Однако, как многие приверженцы объединительной идеи из числа сирийских политиков, вскоре в ней разочаровался и в 1959 году ушёл в отставку.
Был одним из шестнадцати видных политических деятелей Сирии, подписавших декларацию в поддержку выхода их ОАР. Однако затем он отказался от своей подписи.
После государственного переворота 1963 года назначается премьер-министром коалиционного правительства. После Шестого съезда партии Баас уступает премьерское кресло Амину Аль-Хафезу.
Однако в 1964 году после массовых беспорядков в Хаме вновь становится премьер-министром.
После государственного переворота 23 февраля 1966 года генерала Салаха Джадида Битар был захвачен и задержан, наряду с другими членами исторического руководства партии. Однако в августе 1966 года ему удалось бежать в Бейрут.
В 1969 году Битар вместе с представителями свергнутого сирийского руководства был заочно приговорён специальным военным судом к смертной казни.
Несмотря на то, что он в 1978 году был амнистирован президентом Хафезом Асадом и даже встретился с ним, примирение не состоялось, и Битар начал информационную кампанию против сирийского руководства от имени правительства в изгнании.
21 июля 1980 года Салах ад-Дин Битар был застрелен в Париже. Утром в день убийства он получил телефонный звонок с просьбой о встрече с журналистом газеты аль-Ихъя аль-Араби («Арабское возрождение»). Когда Битар выходил из лифта, чтобы войти в свой офис, он был убит двумя выстрелами в затылок.
Позже он был похоронен в Багдаде.